# 9788 Yagami
9788 Yagami este un asteroid din centura principală de asteroizi.

## Descriere
9788 Yagami este un asteroid din centura principală de asteroizi. A fost descoperit pe 11 martie 1995 la Ōizumi de Takao Kobayashi. Asteroidul prezintă o orbită caracterizată de o semiaxă mare de 3,09 ua, o excentricitate de 0,14 și o înclinație de 1,9° în raport cu ecliptica.